# Джулиан, Джефф
Дже́ффри Линн Джу́лиан (англ. Jeffrey Lynn Julian; род. 9 октября 1935, Таумаруни) — новозеландский легкоатлет, специалист по бегу на длинные дистанции и марафону. Выступал на крупных международных соревнованиях в период 1958—1976 годов, победитель Фукуокского марафона, многократный победитель забегов национального значения, участник двух летних Олимпийских игр.

## Биография
Джефф Джулиан родился 9 октября 1935 года в небольшом городке Таумаруни региона Манавату-Уангануи. Является учеником знаменитого новозеландского бегуна и популяризатора оздоровительного бега Артура Лидьярда.
Начиная с 1958 года регулярно принимал участие в различных марафонах в Новой Зеландии, где показывал достаточно высокие результаты. В 1959 году занял второе место на марафоне в Афинах, одержал победу в беге на 10 км в Гамильтоне. Вошёл в основной состав новозеландской национальной сборной и благодаря череде удачных выступлений удостоился права защищать честь страны на летних Олимпийских играх 1960 года в Риме — в итоге пробежал здесь марафон за 2:24:50 и показал тем самым восемнадцатый результат.
В 1962 году занял второе место на чемпионате Новой Зеландии и седьмое место на Фукуокском марафоне. Представлял Новую Зеландию на Играх Британской империи и Содружества наций в австралийском Перте, где стал седьмым в марафоне и закрыл десятку сильнейших в беге на 10 миль. Сезон 1963 года оказался одним из самых успешных в его спортивной карьере — он одержал победу в зачёте новозеландского национального первенства и стал лучшим на Фукуокском марафоне.
Находясь в числе лидеров легкоатлетической команды Новой Зеландии, Джулиан благополучно прошёл отбор на Олимпийские игры 1964 года в Токио, где впоследствии расположился в итоговом протоколе соревнований на 29 строке, показав время 2:27:57.
После токийской Олимпиады Джефф Джулиан остался в основном составе новозеландской национальной сборной и продолжил принимать участие в крупнейших международных стартах. Так, в 1965 году он выиграл марафоны в Гамильтоне и Окленде. Также попробовал себя в беге по пересечённой местности, в частности на кроссовом чемпионате мира в Бельгии занял в личном зачёте шестое место.
В 1966 году одержал победу на домашних марафонах в Окленде и Инверкаргилле, побывал на Играх Британской империи и Содружества наций в Кингстоне, где финишировал в марафонском беге пятым.
На Фукуокском марафоне 1969 года занял итоговое восьмое место и установил свой личный рекорд в этой дисциплине — 2:14:38.
Участвовал в Играх Содружества 1970 года в Эдинбурге, где прибежал к финишу восемнадцатым.
Впоследствии оставался действующим спортсменом вплоть до 1976 года, добавив в послужной список ещё несколько наград, полученных на различных соревнованиях местного уровня по марафону и бегу на 15 миль. За свою долгую спортивную карьеру в общей сложности пять раз выигрывал чемпионат Новой Зеландии в беге на шоссе на 10 и 15 миль, четырежды побеждал в марафоне и один раз в кросс-кантри.